# Oberursel (Taunus)
Oberursel (službeno Oberursel (Taunus)) je grad u njemačkoj pokrajini Hessen od 44 075 stanovnika.

## Zemljopis
Oberursel leži na južnim obroncima masiva Taunus, udaljen 12 km sjeverno od Frankfurt na Majni, s kojim je spojen u konurbaciju Frankfurt Rajna-Majna u kojoj živi 5.600.000 stanovnika.

## Povijest
Oberursel se kao naselje prvi put spominje 791 u spisu Opatije Lorsch. Za vrijeme vladavine feudalne dinastije Eppstein dobio je status grada 1444. Pjesnik i humanist Erasmus Alberus osnovao je 1522. prvu školu na latinskom u gradu.
Polovicom 16. st. stanovnici Oberursela prihvatili su protestantizam ali su se početkom 17. st. vratili katolicizmu. Tijekom čitavog srednjeg vijeka ekonomija grada počivala je na manufakturnoj proizvodnji tkanina i trgovini s njima, jer su u gradu i okolici postojali brojni mlinovi koji su pokretali tkalačke stanove.
Za vrijeme Tridesetogodišnjeg rata Oberursel je dvaput popaljen, 1622. i 1645., tako da su iza posljednjeg požara ostale samo tri kuće cijele. Nakon tog opao mu je broj stanovnika na 600. Nakon tog se grad oporavio, ali ne više kao suknarski centar već zahvaljujući mlinovima za žitarice i uljarice, ali i kao centar za štavljenje krzna, poznet i po brojnim manufakturama za obradu željeza i bakra.
Industrijska revolucija stigla je u Oberursel - 1858. kad je otvorena prva predionica pamuka, 1860. izgrađena je željeznička pruga do Frankfurt na Majni tako da je grad 1919. imao 7 999 stanovnika.
Za Drugog svjetskog rata grad nije poput ostalih gradova u blizini bombardiran. Po nalogu gradske uprave 1970-ih je povijesni centar temeljito rekonstruiran.

## Gospodarstvo
Gospodarstvo Oberursela se danas temelji na brojnim visokotehnološkim firmama koje se bave softverom i elektronikom. 
U Oberuselu je sjedište i poznatog turoperatora Thomas Cook.
Velik broj građana Oberursela samo spava u njemu, a radi u obližnjem Frankfurtu.

## Gradovi prijatelji
Oberursel je grad-prijatelj sa sljedećim gradovima: 
| - Épinay-sur-Seine - Ursem | - Rushmoor - Lomonosov |

## Vanjske poveznice
- Službene stranice grada
- About Our Town na portalu Stadtverwaltung Oberursel (Taunus)  Arhivirana inačica izvorne stranice od 28. prosinca 2013. (Wayback Machine)